# 15-й драгунський полк (Австро-Угорщина)
15-ий драгунський полк — полк цісарсько-королівської кавалерії Австро-Угорщини.
Повна назва: Dragonerregiment Erzherzog Joseph Nr 15
 — «15ий полк драгунів ерцгерцога Йосифа»
Дата утворення — 1891 рік.

Почесний шеф — Ерцгерцог Йосиф (1905–1915). З 1891 до 1905 був фельдмаршал-лейтенант Антон Фрайхер фон Бехтольсхайм.

## Склад полку
Штаб
Допоміжні служби:
- взвод розвідників (піонерів)
- телеграфна служба
- допоміжна служба

2 дивізіони, в кожному з яких:
- 3 ескадрони по 177 драгунів

Повний склад полку — 37 офіцерів і 874 драгуни.
Набір рекрутів до полку — Відень.
Етнічний склад полку (1914) — 85% чехів, 15% інших.
Мова полку (1914) — чеська.

## Інформація про дислокацію
- 1891 Вельс
- 1892 Енс
- 1897 Брюнн
- 1914 рік — штаб полку і обидва дивізіони — гарнізон міста Жовква (місто в Україні).[2] .
6-ий ескадрон (ІІ-ий дивізіон) — у Львові.

- 1914 — входить до складу ХІ корпусу, 21 Бригада кавалерії.

## Командири полку
- 1908: Алоїс Кучера[3]
- 1914: Отто Гуйн[4]